# Voodoo Village
Voodoo Village is een house- en techno-festival dat door Maxim Dekegel uit Lennik, samen met Mathias Vlaeminck en zus Axelle Dekegel wordt georganiseerd.

## Asse en Lennik weigeren
Het eerste jaar (2015) wilden de organisatoren het festival organiseren op het domein van wijnbouwer Jurgen Holvast in Koudertaveerne in Asse, maar de gemeente weigerde.
De organisatoren weken uit naar een domein langs de Ninoofsesteenweg in Eizeringen (Lennik) waar ze drie edities wilden organiseren, maar de tweede editie werd daar ook door het Lennikse gemeentebestuur verboden wegens overlast. De organistoren weken dan maar uit naar een weide nabij de IJsbergstraat in Schepdaal (Dilbeek). Ook in 2016 vond het festival daar plaats.

## Humbeek (Grimbergen)
In 2017 gaf burgemeester Marleen Mertens (CD&V) een vergunning om het festival te laten doorgaan in Humbeek op het domein van het 's Gravenkasteel te midden beschermde Natura 2000-gebieden.
De editie van 2021 was de zesde en bracht 10000 bezoekers op de been, want 2020 ging niet door vanwege de coronacrisis in België.
In 2022 gaf burgemeester Chris Selleslagh (Open Vld) toestemming om het festival voor het eerst over twee dagen te spreiden en werden er 25000 festivalgangers verwacht. De festivalorganisatie zette eigen pendelbussen in van en naar Brussel, Gent, Antwerpen, Leuven, Mechelen, Hasselt en Brugge. Tijdens deze editie moesten duikers een onderkoelde festivalganger uit de slotgracht van het kasteel redden.
In 2023 werd de totale festivaloppervlakte aanzienlijk vergroot. Het podium The Observatory krijgt een nieuwe locatie op het terrein en werd ook volledig opnieuw ontworpen, met een grotere capaciteit, waardoor het een volwaardige stage wordt. Er werden 27500 festivalgangers verwacht (15000 op 9 september en 12500 op 10 september).

## Bezorgdheid in Grimbergen
Het evenement heeft een vergunning om geluid te produceren met een geluidsniveau tot 100 dB. Vanuit verschillende hoeken klinkt bezorgdheid over het feit dat dergelijk festival georganiseerd wordt te midden het enige Natura 2000-gebied van de gemeente Grimbergen. Ze wijzen op het negatief effect dat de menigte festivalgangers en de geluidsoverlast kan hebben op de fauna en flora in de naburige bossen en weiden. Ook in 2019 had de gemeente Grimbergen naar aanleiding van de publieke consultatie over het natuurbeheerplan een ongunstig advies uitgebracht wat betreft de organisatie van festivals met elektronisch versterkte muziek.
Landschapsdeskundigen wezen ook op de nefaste effecten van dergelijke festivals op natuurgebieden ten zuiden van Grimbergen, waaronder het Ossegempark, met de vraag om geschiktere locaties op te zoeken.

## Podia
In 2022 bestond Voodoo Village uit 6 podia: The Yard, The Observatory, The Forest, The Shelter, The Glass House en The Mirror House.
Ook in 2023 bestond Voodoo Village uit de volgende podia: The Yard (by Bulldog), The Observatory, The Forest, The Shelter (by AIX) en The Mirror House (by Jupiler).

## Line-up
| 2015 | Belben, Cdrique, Guti, Heartlybeats, Kolombo, L.bossa, Leesa, Lucas Caroso, Magda, Mickey, Nakadia, Niels Feijen, Patrick Topping, Smith Davis, Tapesh |
| 2016 | Alan Fitzpatrick, Borealis, Cdrique B2B Belben, Chez Damier, DANIEL BORTZ, Detroit Swindle, DkA (Live), Edu Imbernon, Fabio Florido, Gerd Janson B2B Jeremy Underground, Guy Gerber, HeartlyBeats, Heidi, Jackmaster, Janina, Joram & Joos, Leesa B2B Chantal, LEFTWING & KODY, Lucas Caroso B2B Ogust, Malavolta, Mathias Kaden (Live), MONSIEUR MOUSTACHE, Oskar Offermann B2B Edward, Patrick Topping, Pierre, Richy Ahmed, RØDHÅD, San Proper, Smith Davis B2B, L. BOSSA, Tinaci, Tom Smeyers, wAFF |
| 2017 | AMyn (live), Belben, Charlotte de Witte, Eats Everything, GoldFFinch, Lexx, Lucas Caroso, Magdalena, Nico Morano, Paco Osuna, Rampa, Recondite (live), Sifa |
| 2018 | Âme, AMyn (live), Belben, Cellini, Charlise N Chaplin, Christian 82, Corvus Ex, Damian Lazarus, Dense & Pika, Downside, Kevin de Vries, Lexx, Lucas Caroso, Magit Cacoon, Mandana, Mind Against, Nico Morano, Nukov & Yelmet, Recondite (live), Sam Paganini, Sifa |
| 2019 | Adriatique, Afriqua, Andhim, Anstascia, Belben, Brina Knauss, Cellini, Christian 82, Deer Jade, Die Clique, Eagles & Butterflies, Gols, Hangar Soundsystem, Kevin De Vries, Lexx, Lola Haro, Lola Jones, Lucas Caroso, Mind Against, Monoloc (live), Nico Morano, Nicole Moudaber, Pattrn, Pierre, Rafi Khan, Rebekah, Rhadoo, Sifa, Sonja Moonear, Timmerman, Trikk, Vander |
| 2021 | &ME, A Local Hero, Bafana, Bedouin, Belben, Bibi Seck, Blossom Culture, Christian 82, Colyn, Copal, Deer Jade, Denis Horvat, Emily Jeanne, Fjaak (dj set), Hangar Soundsystem, Kamma, Kaudron, Kevin de Vries, Kobosil, Lexx, Lola Haro, Luna Semara (live), Massimiliano Pagliara, Milo Spykers, Mooglie, M.O.S., Nick Bril, Nico Morano, One Track Brain, Onyvaa, Parallel Circuit, Paramida, Phanom, Rampue (live), Robag Wruhme, Rode, Sagan, Satori (live), Sifa, Stephan Bodzin (live), Vander |
| 2022 | &ME, A Local Hero, Adam Port, Aetlas, Airod, Alfred Anders, Âme, Anfisa Letyago, Angelos, Attari, Axel Boman, Belben, Bibi Seck, Blossom Culture, Bozar, Brina Knauss, Calao, Christian 82, Clara Cuvé, Cole Knight, Coluche, Copal, Corvus Ex, Deer Jade, Delivery Guy, DJ Bartolomeo, DJ Boats, DJ Koze, Echonomist, Eileen, Fedele, Fideles, Filston, Fiona, Fjaak, Fried Wonton, Ida Engberg, Jenia Tarsol, John Noseda, Kapibara, Kappen, Kas:st, Keinemusik, Kevin De Vries, Kink, Konstantin Sibold, La Nuyt, Damian Lazarus, Lazy Susan, Len Faki, Lexx, Ludi, Massimo Mephisto, Maxi Meraki, Maxim Lany, Mind Against, Mocean, Monolink, Mosley Jr, Mosoo, Mr. G (live), Nick Bril, Nico Morano, Ogenn, Olympe, One Track Brain, Optimo, Pablo Discobar, Pan-Pot, Rampa, Recondite, Richard Marshall, Robag Whrume, SAM, Sam Paganini, San Soda, Sifa, Spacid, Stavroz, Studio Stranger, Thang, Tommy Raffa, Tsha, Vander, Where Is Joey, Zouzibabe |
| 2023 | |
| 2024 | &ME and ADAM PORT ADAM TEN ADIEL AHMED SPINS AJNA B2B SAMM AMEME ARGY ARTBAT BENWAL BIBI SECK BIIA BLACK COFFEE BLOND:ISH BORA UZER (Live) CHARLIE SPARKS CØPAL (Live) DANGEROUS DREAMING DARIA KOLOSOVA DJ BORING DJ TENNIS B2B CARISTA DRUSH ENRICO SANGIULIANO ETNA (Hybrid Dj Set) EVIN b2b DHC GOLFOS (DENNIS CRUZ B2B PAWSA) HEIDI (Ecstatic Dance) HELENA LAUWAERT HOME OF SHIVAY I HATE MODELS INDIRA PAGANOTTO JAMIE JONES JANE RYSE JIMI JULES KENNY MONTANA KITTY AMOR KOBOYO KOMPASS TRAXX KiNK (Live) LAOLU LB aka LABAT LEXX LPV LUDI LUNA & LENTHE MAN OUTTA SPACE MARLON HOFFSTADT B2B MALUGI MILO SPYKERS MISS MONIQUE MIURA MĪMĪ x FY NADAV DAGON (360 Live) NASIRI (Live) NICO MORANO NOVAH OCEANVS ORIENTALIS (Live) ODRIK PARRA FOR CUVA (Live) PARTIBOI69 PEGASSI PLEUNI and ROBERT (Sound Journey) POLE POSITION SEDACTION SIDARTHA SILICEO & ANANTA (Live) SINEGO (Timbales Dj Set) SURF 2 GLORY TESS                                |